# Dennis Wilcock
Dennis Wilcock – brytyjski muzyk, drugi wokalista zespołu Iron Maiden. Steve Harris przyjął go na miejsce Paula Daya z powodu scenicznej charyzmy. W zespole był tylko przejściowo w latach 1976–1977.
Wilcock uwielbiał różne sceniczne sztuczki włącznie ze spływającą krwią i zabawami z ogniem. Podobnie jak członkowie KISS robił sobie makijaż. Zachęcił też Harrisa do wyrzucenia z zespołu gitarzysty Dave'a Murraya. Nakłonił go także do użycia po raz pierwszy i ostatni klawiszy. Po sześciu miesiącach Harris wyrzucił Wilcocka. I przyjął z powrotem Dave'a Murraya